# 火影忍者劇場版：最終章
《火影忍者劇場版：THE LAST》（英語：THE LAST -NARUTO THE MOVIE-）是《火影忍者》电影系列的第十部，于2014年12月6日开始在日本影院上映。本剧填补《火影忍者》「第四次忍界大戰」到完結篇之前的空白時期（漫画第699话与第700话之间、动画第699集与博人传之间），故事發生在第四次忍界大戰結束兩年後。全片由原作者岸本齐史进行人物设定，2014年10月完成聲優配音（實際花費4天），其中也邀請演唱主題歌的無限開關2人客串配音。

## 電影主题曲
- 《星のうつわ》演唱：無限開關

## 制作人员
- 原作 - 岸本齊史（集英社《週刊少年JUMP》連載）
- 角色設定 - 岸本齊史
- 腳本 - 經塚丸雄
- 导演 - 小林常夫（日语：小林常夫）
- 角色設定 - 西尾鐵也、鈴木博文
- 音樂 - 高梨康治[6]、刃-yaiba-
- 出品 - 東寶
- 動畫制作 - Studio Pierrot
- 製作 - 劇場版NARUTO製作委員會（東京電視臺、集英社、Studio Pierrot、ANIPLEX、電通、BANDAI）[7]

## 主要登場人物
| 角色       | 日語配音     | 国语配音（台湾） | 介紹 |
| 漩渦鳴人   | 竹內順子     | 蔣篤慧           | 本作男主角，在第四次忍界大戰後被視為英雄，在拯救花火的過程中發現自己喜歡雛田，並向雛田告白。                                                                |
| 日向雛田   | 水樹奈奈     | 林凱羚           | 本作女主角，出身於木葉傳統名門望族—日向一族，一直對鳴人有著愛慕之心。(婚後隨夫姓，更名为漩涡雏田)                                                           |
| 大筒木舍人 | 福山潤       | 何志威           | 本作的主要敵人，是月球始祖兼六道仙人的弟弟－大筒木羽村的分家後裔，擁有大筒木血統。                                                                          |
| 春野櫻     | 中村千繪     | 丘梅君           | 從小喜歡宇智波佐助，在第四次忍界大戰後，如願以償的嫁給宇智波佐助，同時也是木葉忍者村一流的醫療忍者，是第五代火影—綱手的繼承人。(婚後隨夫姓，更名为宇智波樱) |
| 旗木卡卡西 | 井上和彥     | 陳幼文           | 木葉忍者村第六代火影，因為大戰緣故導致失去寫輪眼，是曾經的「寫輪眼卡卡西」。                                                                                |
| 宇智波佐助 | 杉山紀彰     | 林凱羚           | 寄生著強大的瞳力，右眼是寫輪眼、左眼是輪迴眼，早已失去左臂，是鳴人永遠的朋友和對手。                                                                        |
| 奈良鹿丸   | 森久保祥太郎 | 林協忠           | 木葉忍者村裡的一位天才，擁有特殊的分析能力及獨特的領導才能。                                                                                                |
| 祭         | 日野聰       | 郭馨雅           | 基於小時候的情況，祭對外界一事一物的認知一直靠書本裡的知識學會，然而卻成為鳴人的指導者。                                                                    |
| 日向花火   | 淺井清己     | 曾允凡           | 出身於木葉傳統名門望族—日向一族，被大筒木舍人盜去一雙白眼，是雛田的妹妹。                                                                                   |

## 故事簡介
本片發生的主要時間是「第四次忍界大戰」兩年後的故事，講述鳴人和雛田的愛情發生經過。另外，第五代火影千手綱手已卸任，由旗木卡卡西繼任第六代火影。
故事初期雛田偷偷織了一條圍巾，打算織給鳴人，可是一直沒有一個合適的機會送給鳴人。就在此時，來自月球之祖·大筒木羽村的後裔大筒木舍人突然出現在雛田眼前，並留下一句話。在舍人留下那句說話後，隕石就伴隨著強烈的光芒貫穿了夜空，一眾五影也發現月球異常接近地球，於是五影會談緊急召開，討論如何制止月球的行動。不久，第六代火影旗木卡卡西向由鳴人、小櫻、鹿丸、雛田和祭組成的小隊下達調查命令，故事中期發展由此開展。
在經歷一些事後，鳴人了解雛田的心意，向雛田告白，並下決心要保護雛田免其受到傷害，但雛田卻被舍人帶走。最終，兩人合力將羽村遺留下來的轉生眼大球擊破，且將舍人擊倒，成功拯救地球。而鳴人和雛田的愛情也燃燒了起來，最終兩人結為連理並育有一兒漩涡博人，與一女漩渦向日葵。

## 票房
在電影上映的第一個周末，已經獲得4,350,000美元票房。直至2014年12月月底，更獲得了14,760,000美元票房，成為特許經營中最賣座的電影。

## 外部連結
- 官方網站（日語）

## 播放電視台
| 東森電影台 星期六21:00節目 | 東森電影台 星期六21:00節目              | 東森電影台 星期六21:00節目 |
| -------------------------- | --------------------------------------- | -------------------------- |
|                            | 火影忍者劇場版-最終章 （2015年8月15日） |                            |
| 待查                       | 待查                                    |                            |

| Animax 星期日 21:00－23:00 節目    | Animax 星期日 21:00－23:00 節目         | Animax 星期日 21:00－23:00 節目 |
| ---------------------------------- | --------------------------------------- | ------------------------------- |
|                                    | 火影忍者劇場版：最終章 （2017年1月1日） |                                 |
| 火影忍者劇場版：新月島上的動物騷亂 | —                                       |                                 |